# Tjerkovitsa
Tjerkovitsa (bulgariska: Черковица) är ett distrikt i Bulgarien.   Det ligger i kommunen Obsjtina Nikopol och regionen Pleven, i den norra delen av landet, 160 km nordost om huvudstaden Sofia.
Trakten runt Tjerkovitsa består till största delen av jordbruksmark. Runt Tjerkovitsa är det ganska glesbefolkat, med 31 invånare per kvadratkilometer.